# 陈仲金
陈仲金（越南语：／，發音：[t͡ɕən˨˩ t͡ɕawŋ͡m˧˨ʔ kim˧˧]；1883年—1953年12月2日），一译陈重金，別號隸臣（Lệ Thần，[le˧˨ʔ tʰən˨˩]）。越南历史学家和政治人物。1945年曾任保大帝的越南帝国内阁总长（首相）。同年由于印度支那共产党领导人胡志明发动的八月革命下台。其主要著作《越南史略》、《儒教》等，都是用國語字寫成，為越南國語字文化作出了巨大貢獻。

## 早年生涯
陳仲金於1883年出生在越南河靜省宜春縣丹海總丹浦社（今属河静省宜春县春浦社）。在他出生的時候，法蘭西第三共和國已經將越南變為其殖民地的一部分；河靜省位於中圻，處於法屬安南保護國的統治之下。在不久的十年以後，潘廷逢發動了遊擊戰，試圖驅逐法國勢力。這場運動在乂安和河靜兩省影響尤為巨大，卷起了長期的民族主義熱潮。不過，這場運動被粉碎了。
1897年，陳仲金進入南定法越場學習法語，1900年，進入河內通言場（翻譯學校）學習，並於1903年畢業。1904年，陳仲金在寧平省擔任通事（翻譯）。1905年，赴法留學。1908年，獲得殖民學校（École Coloniale）的獎學金，開始了在默倫殖民學校（位於塞納-馬恩省）的實習教師生涯。1911年9月，陳仲金回到越南並成為一名教師，逐漸在教育界嶄露頭角。到了1942年，陳仲金已被提升為北圻的小學教育機構的一名巡視員。他撰寫了許多教育學著作並開始檢討越南的教育問題。同時，他也是共濟會會員。

## 在學術界
陳仲金作為教育界官員的經歷鮮為人知，但他卻以學者而聞名於世。他出版的一系列使用國語字書寫的教科書（尤其是關於儒學、佛教和越南歷史方面的教科書）尤為出名。
陳仲金最著名的兩部書籍是出版於1920年的《越南史略》和出版於1929年至1933年的《儒教》。在《越南史略》中，他強調了中國對越南社會的影響。在《儒教》裡，他研究了中國儒學及其對越南的影響，該書引起了越南社會對知行在哲學中地位的辯論。這本書是連接在受中國儒家思想影響的越南知識份子一代和在法國統治之下長大的一代之間的橋樑。2009年，《越南史略》被再次印刷出版。
他在文壇的聲譽使他成為了越南儒學界和佛教界的領軍人物。1939年被任命為北圻的國民小學署署長，同時受封為騎士並獲得了法國榮譽軍團勳章。1943年，陳仲金作為法屬印度支那的知名人物，登上了法國一家刊物版面。

## 第二次世界大戰
第二次世界大戰爆發後，大日本帝國繼續向亞洲大陸擴張之間的勢力。日本趁法蘭西第三共和國被納粹德國擊败後入侵了中南半島，並在1940年至1941年之間將其納入大東亞共榮圈之內。
第二次貢比涅停戰協定簽訂之後，控制著崩潰中的第三共和國的貝當元帥成立了親德維希法國。維希法國派遣讓德句出任印度支那總督。維希法國因為德意日軸心國所以同日本只是名義上的同盟關係，日本卻十分期望得到法屬印度支那的土地，因此法國殖民政府對越南的親日派十分警惕。
在20世紀初期，許多越南人視日本為亞洲民族主義的推動者，不少越南民族主義者流亡到日本，試圖推動越南脫離法國獨立。在這段時期裡，陳仲金同一些研究越南的日本學者走得很近。由於這層關係以及陳仲金同河內的越南民族主義組織有著聯繫，因此受到了殖民政府的懷疑。1943年秋，讓德句決定展開第二次大規模剷除親日派人士時，陳仲金被列入了印度支那安全局（Sûreté）的黑名單中。同年10月28日，日本特務將其帶到設在河內的憲兵隊總部並保護起來。在那裡陳仲金遇到了楊伯濯。在楊伯濯的說服下，兩人共同寫信到新加坡尋求庇護。11月初，日本人將他們帶到了西貢。在當地憲兵隊總部住了很短的一段時間後，兩人搭上了日本人經營的大南公司的船。

## 回到越南
1944年1月1日，陳仲金等二人乘坐日本船隻來到了新加坡。根據美國歷史學家埃倫·哈默的說法，法國殖民政府對於陳仲金「已經是完全不存在的威脅」。在僅僅度過一年之後，陳仲金來到曼谷。三個月後，也就是1945年3月30日，陳仲金意外地接到了來自日本人的電話，請他回到西貢探討「歷史問題」。西貢的日軍特務久家道夫大佐（音譯自Captain Michio Kuga）隨即來到曼谷同他談話。
此時正值維希法國政權的垮臺和巴黎的解放，這意味著日本不能再同法國殖民政府合作。1945年3月9日，越南在日本的支持下發動三九政變，推翻了法國殖民政府，宣佈越南脫離法國獨立。日本人在越南建立了越南帝國傀儡政權，扶持保大帝為皇帝。雖然越南帝國名義上是獨立國家，實際上處在日本的軍事佔領之下。日本人要求保大帝任命一位首相並組建內閣。保大帝曾向居住在西貢的吳廷琰寫信，邀請他出任首相，但由於日本人擔心吳廷琰會尋求越南的獨立，因此將該信扣留，這封信最終沒有到達吳廷琰的手裡。
到達西貢後，陳仲金會見了日本駐屯軍（第38軍）指揮官川村將軍和中尉大佐林秀澄。川村告訴他，保大帝邀請他出任新成立的越南帝國的要職。在此期間，陳仲金第一次同吳廷琰會面，發現吳廷琰並未被日本人列入越南帝國要員的名單中。
通過另一位入圍的年輕朋友黃春瀚的關係，陳仲金獲准同保大帝見面。4月2日離開西貢，三天后來到順化。4月7日保大帝私下會見陳仲金，最初陳仲金拒絕出任總理職位。他稱自己太老且沒有黨派基礎、缺乏政治經驗。然而，陳仲金為了進一步談判而拖延時間，最終同意在4月16日成立新政府。次日，他提名了內閣十名部長的名單。除了一人拒絕加入內閣外，其他九人在四月底至五月初先後來到首都赴任。
大多數內閣成員曾在法國學校接受教育，被視為並不反對法國的越南民族主義者。陳仲金內閣立即被越南國民黨和越南復國同盟會這兩個民族主義政黨所通過。

## 帝國首相
陳仲金的內閣僅僅存在了五個月，其大部分政策在越盟掌權和日本戰敗之前並未實行。

### 政府要员
| 序号 | 职位                  | 姓名   | 职业/学历    |
| ---- | --------------------- | ------ | ------------ |
| 1    | 内阁总长              | 陈仲金 | 历史教师     |
| 2    | 副内阁总长 兼外交部长 | 陈文章 | 律师         |
| 3    | 内务部长              | 陈廷南 | 博士         |
| 4    | 司法部长              | 郑廷草 | 律师         |
| 5    | 教育美术部长          | 黄春瀚 | 数学硕士     |
| 6    | 财政部长              | 武文贤 | 律师         |
| 7    | 青年部长              | 潘英   | 律师         |
| 8    | 公政部长              | 刘文郎 | 工程师       |
| 9    | 医济和救济部长        | 武玉英 | 博士         |
| 10   | 经济部长              | 胡佐卿 | 博士         |
| 11   | 接济部长              | 阮有施 | 原医生       |
| *    | 北部钦差              | 潘继遂 | 总督         |
| *    | 南部钦差              | 阮文參 | 工程師、記者 |
| *    | 河内督理              | 陈文来 | 博士         |
| *    | 乂安总督              | 邓文珦 | 副榜         |
| *    | 海防督理              | 武仲庆 | 律师         |
| *    | 西贡都长              | 柯往靳 | 工程师       |

## 晚年生活
在內閣倒臺之後，陳仲金再次轉入學術和教育研究上。1953年12月2日，陳仲金以70歲高齡在大叻逝世。

## 爭議
陳仲金是否是日本人的傀儡目前歷史學界有爭論。米爾頓·薩克斯和約翰·T·麥卡利斯特等學者，認為陳仲金及其內閣是中立的政治家。

## 榮譽
- 法國榮譽軍團勳章騎士勳位[18]
- 學術棕櫚勳章公共教育軍官勳位[18]

### 引用
1. ↑  《河城雜事》：“昨往莫磋城鬭巧局諸工匠中，有嵌工陳仲金，情願留住在伊城肄業。初陳君在本國辰，從役諸商店，得厚俸矣。茲不安小利，翻然出洋，願學外國諸技藝，以為將來同胞之一助，其志誠可嘉也。鬭巧局長官（烏羝）貴職嘉陳君有大志，準許入場應役。且在伊城，陳君所接，率多貴人，莫磋日程主翁悲𠲖越、並須撑低溫處阿迭省督學安連眉犀二貴職所帮助。再預入學場，其一年內食用銀費，由伊省連眉犀貴職所支給。至來年，則在本國諸親友繼給支需銀，務其學得速成，試中教師職，俟回本國傳教諸同胞子弟，庶大有公益云。茲謹代為陳君親友，代謝法國二貴官意。且贊嘆陳君有出洋遊學思想，幷敘伊學場教法甚精，而學生仝年銀費只五百西貫，效諸法學塲，其價甚廉。且此地風景天氣甚佳，誠足供人勝賞，願諸出洋學者，須就伊場學習也可。”載《大南同文日報·登鼓叢報》成泰十九年二月廿九日（1907年4月11日）第3期（總第795期），第45頁。
2. ↑  《法國來信》：“西七月二十八日，《波思墨磋報（法语：Le Petit Marseillais）》有敘云，南國一少年名陳仲金，寓學在安低溫場，初試中小學師範科。伊昨抵墨磋城鬪巧，志在陶造人才一事，故自抵安低溫，留心學習，期以盡伊塲督學黎蔑翁所教之術，忝為伊新第人及各教師盡心誨他賀賀。本館閱見這事甚屬喜悅，蓋陳仲金乃我同胞之一良友，河內多有熟識者，且陳之遊學，本報第三期報章亦已明敘之矣。”載《大南同文日報·登鼓叢報》成泰十九年六月二十三日（1907年8月1日）第19期（總第811期），第303頁。
3. ↑  《法國來信》：“陳仲金昨初試得師範塲卒業証紙，茲幸資法國二員，一日報主筆𠾦𠲖為繄，一督學黎眉絲，為之保護。現就利昂省工商塲入機器學，學費薪費，每資本國舊友數員所助給。間有欠者，學場亦從中斟酌末減。敬請愛國諸君子不靳一助，使陳君得卒學業，吾國何患無人也。原陳君有意遊學，本欲成業歸國，献諸同胞。或作教師，或興工藝，以施行公益諸事，非私圖利己也。今陳君舊契擬代修單，呈與遊學保助會，為之助給，會中列官員當必妥允矣。貴會現方揀二人游法學工藝事，而陳君之在法者，適當此選，可以中用，且往來舟費，省得過半，列貴會寬弘之量，必終不遺棄了。但會給不過食費而已，至如服用支需，每形缺乏，懇祈諸友人留心顧及者，另即書寄陳君在利（卭）〔昂〕工商場，如上所言為仰。”載《大南同文日報·登鼓叢報》成泰十九年六月二十三日（1907年8月1日）第19期（總第811期），第303頁。
4. ↑  《南風雜誌》第卅九期<越南史略出版> （页面存档备份，存于）：近日教授兼學政清查職陳仲金先生有出版越南史略一部。
5. ↑  據臺灣學者梁錦文稱，陳重金「亦稱之為陳仲金」。見梁錦文《越南簡史》，國立暨南國際大學東南亞研究中心，126頁，注第85.
6. 1 2 3 4  Dommen, p. 85.
7. 1 2 3 4 5 6 7 8 9 10 11  Chieu, p. 301.
8. 1 2  Marr, pp. 50–68.
9. 1 2 3 4  Hammer, p. 48.
10. ↑  McHale, p. 77.
11. ↑  McHale, p. 48.
12. ↑  McHale, pp. 77–79.
13. ↑  McHale, p. 80.
14. 1 2 3  Shiraishi and Furuta, pp. 138–139.
15. ↑  Hammer, pp. 48–49.
16. ↑  . 南洋学会丛书. 南洋学会. 1987: 113-114  [2021-09-07]. ISBN 978-9971-936-08-2. （原始内容存档于2021-10-25） （中文）.
17. ↑  Shiraishi and Furuta, p. 113.
18. 1 2  Editions du Gouvernement General de l'Indochine. . 河內. 1943: 43.